# Spelartrupper under europamästerskapet i volleyboll för damer 2021
Denna artikeln visar spelartrupperna för de deltagande lagen vid europamästerskapet i volleyboll för damer 2021, som hölls i Serbien, Bulgarien, Kroatien och Rumänien från 18 augusti till och med 4 september 2021.

## Grupp A

### Azerbajdzjan
Följande personer deltog i Azerbajdzjans trupp vid mästerskapet:
- Förbundskapten:Vugar Aliyev

- 2 Jana Dorosjenko P
- 4 Ilhama Aliyeva VS
- 6 Ayshan Abdulazimova C
- 7 Olena Chartjenko C
- 10 Anastasiya Mertsalova C
- 11 Anastasiia Baidiuk VS
- 14 Kristina Besman P
- 15 Nilufar Aghazada C
- 16 Yuliya Karimova L
- 18 Shafagat Alishanova P
- 19 Bayaz Aliyeva L
- 20 Margarita Stepanenko HS
- 21 Kseniya Pavlenko C
- 22 Mariya Kirilyuk C

### Belgien
Följande personer deltog i Belgiens trupp vid mästerskapet:
- Förbundskapten: Gert Vande Broek

- 2 Elise van Sas P
- 3 Britt Herbots VS
- 4 Nathalie Lemmens C
- 5 Jodie Guilliams VS
- 6 Helena Gilson VS
- 7 Celine van Gestel VS
- 9 Nel Demeyer L
- 10 Dominika Sobolska C
- 13 Marlies Janssens C
- 15 Jutta van de Vyver P
- 17 Ilka van de Vyver P
- 18 Britt Rampelberg L
- 19 Silke van Avermaet C
- 21 Manon Stragier VS

### Bosnien och Herzegovina
Följande personer deltog i Bosnien och Hercegovinas trupp vid mästerskapet:
- Förbundskapten: Stevan Ljubičić

- 1 Ajla Paradžik C
- 2 Žana Dragutinović C
- 3 Milana Božić P
- 4 Ajla Hadžić P
- 5 Tamara Đapa P
- 6 Ivana Radović VS
- 7 Anđelka Radišković VS
- 9 Edina Begić VS
- 10 Ela Klopić C
- 11 Edina Selimović C
- 12 Milica Ivković L
- 15 Dženita Rašidović L
- 16 Elena Babić HS
- 17 Dajana Bošković HS

### Frankrike
Följande personer deltog i Frankrikes trupp vid mästerskapet:
- Förbundskapten: Emile Rousseaux

- 1 Héléna Cazaute VS
- 3 Amandine Giardino L
- 9 Nina Stojiljkovic P
- 11 Lucille Gicquel OS
- 12 Isaline Sager-Weider C
- 15 Amandha Marine Sylves C
- 21 Eva Elouga C
- 34 Lisa Arbos VS
- 38 Leïa Ratahiry VS
- 63 Émilie Respaut P
- 81 Jade Defraeye C
- 88 Amélie Rotar OS
- 91 Halimatou Bah VS
- 99 Juliette Gelin L

### Ryssland
Följande personer deltog i Rysslands trupp vid mästerskapet:
- Förbundskapten: Sergio Busato

- 1 Elizaveta Kotova C
- 4 Daria Pilipenko L
- 5 Polina Matveeva P
- 10 Arina Fedorovtseva OS
- 11 Yulia Brovkina C
- 12 Anna Lazareva OP
- 13 Yevgeniya Startseva P
- 17 Tatiana Kadochkina OP
- 22 Tamara Zaytseva L
- 23 Irina Kapustina VS
- 25 Ksenia Smirnova VS
- 26 Ekaterina Enina C

### Serbien
Följande personer deltog i Serbiens trupp vid mästerskapet:
- Förbundskapten: Zoran Terzić

- 1 Bianka Buša VS
- 2 Katarina Lazović VS
- 3 Sara Carić HS
- 5 Mina Popović C
- 8 Slađana Mirković P
- 10 Maja Ognjenović P
- 11 Stefana Veljković C
- 13 Ana Bjelica VS
- 16 Milena Rašić C
- 17 Silvija Popović L
- 18 Tijana Bošković HS
- 19 Bojana Milenković VS
- 20 Jelena Blagojević L
- 21 Jovana Kocić C

## Grupp B

### Bulgarien
Följande personer deltog i Bulgariens trupp vid mästerskapet:
- Förbundskapten: Ivan Petkov

- 1 Gergana Dimitrova VS
- 2 Nasia Dimitrova C
- 4 Eva Janeva VS
- 6 Miroslava Paskova VS
- 7 Lora Kitipova P
- 8 Petja Barakova P
- 9 Borislava Saykova C
- 10 Mira Todorova C
- 11 Christina Vutjkova C
- 14 Emilija Dimitrova HS
- 15 Zjana Todorova L
- 16 Elitsa Vasileva VS
- 18 Galina Karabasheva L
- 19 Aleksandra Milanova VS

### Tjeckien
Följande personer deltog i Tjeckiens trupp vid mästerskapet:
- Förbundskapten: Ioannis Athanasopoulos

- 1 Andrea Kossanyiová VS
- 2 Eva Hodanová VS
- 3 Veronika Trnková C
- 4 Gabriela Orvošová HS
- 5 Eva Svobodová HS
- 8 Barbora Purchartová C
- 10 Kateřina Valková P
- 11 Veronika Dostálová L
- 12 Michaela Mlejnková VS
- 14 Adéla Chevalierová L
- 15 Magdaléna Jehlářová C
- 18 Pavlína Šimáňová C
- 19 Petra Kojdová VS
- 23 Simona Bajusz P

### Tyskland
Följande personer deltog i Tysklands trupp vid mästerskapet:
- Förbundskapten: Felix Koslowski

- 1 Linda Bock L
- 2 Pia Kästner P
- 4 Denise Imoudu P
- 6 Jennifer Janiska VS
- 8 Kimberly Drewniok HS
- 9 Lina Alsmeier VS
- 10 Lena Stigrot VS
- 11 Louisa Lippmann HS
- 12 Hanna Orthmann VS
- 14 Marie Schölzel C
- 16 Lea Ambrosius C
- 17 Anna Pogany L
- 21 Camilla Weitzel C
- 22 Monique Strubbe C

### Grekland
Följande personer deltog i Greklands trupp vid mästerskapet:
- Förbundskapten: Guillermo Naranjo Hernandez

- 1 Katerina Giota C
- 2 Maria-Eleni Artakianou L
- 3 Sofia Kosma VS
- 4 Olga Vergidou P
- 6 Martha Evdokia Anthouli HS
- 7 Georgia Lamprousi C
- 8 Panagiota Rogka L
- 9 Olga Strantzali VS
- 10 Ioanna-Lamprini Polynopoulou C
- 11 Anthí Vasilantonáki HS
- 12 Evangelia Chantava VS
- 14 Styliani Christodoulou P
- 20 Konstantina Vlachaki VS
- 22 Angeliki-Melina Emmanouilidou VS

### Polen
Följande personer deltog i Polens trupp vid mästerskapet
- Förbundskapten: Jacek Nawrocki

- 1 Julia Nowicka P
- 2 Martyna Grajber VS
- 3 Klaudia Alagierska C
- 8 Maria Stenzel L
- 9 Magdalena Stysiak HS
- 10 Zuzanna Efimienko-Młotkowska C
- 11 Martyna Łukasik HS
- 13 Monika Jagła L
- 16 Marta Ziółkowska C
- 17 Malwina Smarzek HS
- 19 Monika Fedusio VS
- 20 Martyna Czyrniańska VS
- 26 Katarzyna Wenerska P
- 88 Zuzanna Górecka VS

### Spanien
Följande personer deltog i Spaniens trupp vid mästerskapet:
- Förbundskapten: Pascual Saurin

- 4 Lucia Prol VS
- 5 Alba Sánchez L
- 6 Lucrecia Castellano C
- 7 Carmen Unzue C
- 9 Elia Rodriguez Villanueva P
- 10 Inmaculada Lavado Fernandez C
- 11 Carolina Camino Fernandez VS
- 12 Lucia Varela Gomez C
- 13 Patricia Llabrés L
- 16 Maria Segura Palleres VS
- 17 Ana Escamilla VS
- 20 Raquel Montoro HS
- 23 Denia Bravo Culebra HS
- 24 María Alejandra Alvarez P

## Grupp C

### Belarus
Följande personer deltog i Belarus trupp vid mästerskapet:
- Förbundskapten: Stanislav Salikov

- 1 Viktoryia Panasenka L
- 3 Nadzeya Stoliar C
- 4 Anastasiya Kananovich P
- 6 Anastasiya Harelik HS
- 7 Alena Fedarynchyk L
- 8 Katsiaryna Sakolchyk VS
- 9 Nadzeya Vladyka C
- 11 Hanna Klimets HS
- 15 Tatsiana Markevich VS
- 16 Vera Kastsiuchyk HS
- 17 Anastasiya Lapato P
- 18 Hanna Davyskiba VS
- 20 Darya Valadzko C
- 21 Alena Laziuk C

### Kroatien
Följande personer deltog i Kroatiens trupp vid mästerskapet:
- Förbundskapten: Daniele Santarelli

- 1 Rene Sain L
- 3 Ema Strunjak C
- 4 Božana Butigan C
- 5 Nikolina Božičević L
- 6 Klara Perić P
- 9 Lucija Mlinar VS
- 10 Matea Ikić VS
- 12 Beta Dumančić C
- 13 Samanta Fabris HS
- 14 Martina Šamadan C
- 16 Laura Miloš VS
- 17 Lea Deak P
- 18 Karla Klarić VS
- 20 Dinka Kulić HS

### Ungern
Följande personer deltog i Ungerns trupp vid mästerskapet:
- Förbundskapten: Jakub Głuszak

- 1 Gréta Szakmáry VS
- 2 Fruzsina Tóth L
- 3 Adrienn Vezsenyi HS
- 4 Fanni Bagyinka P
- 7 Kata Török VS
- 8 Zsuzsanna Király-Tálas P
- 9 Dalma Juhár L
- 10 Kinga Szűcs VS
- 11 Orsolya Papp C
- 13 Anett Németh HS
- 14 Zsófia Gyimes C
- 16 Ágnes Pallag VS
- 18 Eszter Anna Pekárik C
- 19 Gréta Kiss VS

### Italien
Följande personer deltog i Italiens trupp vid mästerskapet:
- Förbundskapten: Davide Mazzanti

- 3 Alessia Gennari VS
- 4 Sara Bonifacio C
- 5 Ofelia Malinov P
- 6 Monica de Gennaro L
- 8 Alessia Orro P
- 10 Cristina Chirichella C
- 11 Anna Danesi C
- 13 Sarah Fahr C
- 14 Elena Pietrini VS
- 15 Sylvia Nwakalor VS
- 17 Miriam Sylla VS
- 18 Paola Egonu HS
- 20 Beatrice Parrocchiale L
- 24 Alessia Mazzaro C
- 29 Sofia d'Odorico VS

### Slovakien
Följande personer deltog i Slovakiens trupp vid mästerskapet:
- Förbundskapten: Marco Fenoglio

- 1 Michaela Abrhámová C
- 2 Barbora Koseková  P
- 6 Karin Palgutová VS
- 7 Michaela Španková L
- 9 Jaroslava Pencová C
- 10 Ema Smiešková C
- 11 Skarleta Jančová L
- 12 Nikola Radosová VS
- 13 Romana Krišková HS
- 14 Tereza Hrušecká C
- 15 Karolína Fričová VS
- 16 Anna Kohútová P
- 18 Karin Šunderlíková HS
- 22 Maria Žernovič VS

### Schweiz
Följande personer deltog i Schweiz trupp vid mästerskapet:
- Förbundskapten: Saskia van Hintum

- 2 Korina Perkovac VS
- 3 Nicole Eiholzer HS
- 5 Thays Deprati L
- 6 Madlaina Matter C
- 7 Méline Pierret P
- 8 Samira Sulser C
- 9 Sarina Wieland VS
- 10 Sarah Van Rooij VS
- 11 Maja Storck HS
- 13 Oriane Hämmerli P
- 14 Laura Künzler VS
- 16 Flavia Knutti L
- 19 Godeliv Schwarz C
- 20 Léa Zurlinden C

## Grupp D

### Finland
Följande personer deltog i Finlands trupp vid mästerskapet:
- Förbundskapten: Tapio Kangasniemi

- 2 Anna Czakan C
- 3 Katja Kylmäaho P
- 5 Suvi Kokkonen VS
- 6 Krista Bjerregard-Madsen C
- 7 Emmi Riikilä VS
- 8 Kaisa Alanko P
- 11 Salla Karhu VS
- 12 Piia Korhonen HS
- 13 Ronja Heikkiniemi VS
- 15 Daniela Öhman C
- 16 Netta Laaksonen L
- 17 Laura Penttilä L
- 20 Rosa Bjärregård-Madsen HS
- 21 Georgia Andrikopoulou HS

### Nederländerna
Följande personer deltog i Nederländernas trupp vid mästerskapet:
- Förbundskapten: Avital Selinger

- 1 Kirsten Knip L
- 4 Celeste Plak VS
- 6 Maret Grothues VS
- 7 Juliët Lohuis C
- 8 Demi Korevaar C
- 9 Myrthe Schoot L
- 11 Anne Buijs VS
- 12 Britt Bongaerts P
- 14 Laura Dijkema P
- 16 Indy Baijens C
- 18 Marrit Jasper VS
- 19 Nika Daalderop VS
- 23 Eline Timmerman C
- 26 Elles Dambrink HS

### Rumänien
Följande personer deltog i Rumäniens trupp vid mästerskapet:
- Förbundskapten: Luciano Pedullà

- 1 Diana Ariton C
- 3 Rodica Buterez VS
- 4 Diana Balintoni P
- 7 Petruța Orlandea C
- 10 Denisa Ionescu C
- 11 Maria Matei VS
- 12 Sorina Miclăuș VS
- 13 Alexandra Ciucu L
- 14 Alexia Căruțașu HS
- 15 Marina Cojocaru P
- 16 Andra Cojocaru L
- 19 Adelina Budai-Ungureanu VS
- 20 Georgiana Popa VS
- 23 Roxana Roman C

### Sverige
Följande personer deltog i Sveriges trupp vid mästerskapet:
- Förbundskapten: Ettore Guidetti

- 1 Elsa Arrestad C
- 2 Sofia Andersson P
- 3 Linda Andersson C
- 7 Sofie Sjöberg L
- 8 Dalila-Lilly Topic C
- 9 Rebecka Lazić VS
- 10 Isabelle Haak HS
- 11 Alexandra Lazić VS
- 14 Hanna Hellvig VS
- 15 Diana Lundvall VS
- 16 Vilma Andersson P
- 17 Anna Haak VS
- 18 Julia Nilsson C
- 21 Gabriella Lundvall L

### Turkiet
Följande personer deltog i Turkiets trupp vid mästerskapet:
- Förbundskapten: Giovanni Guidetti

- 2 Simge Şebnem Aköz L
- 3 Cansu Özbay P
- 4 Tuğba Şenoğlu VS
- 7 Hande Baladın VS
- 8 Yasemin Güveli C
- 9 Meliha İsmailoğlu VS
- 10 Ayça Aykaç L
- 12 Buse Ünal P
- 13 Meryem Boz VS
- 14 Eda Erdem Dündar C
- 18 Zehra Güneş C
- 22 İlkin Aydın VS
- 95 Beliz Başkır C
- 99 Ebrar Karakurt VS

### Ukraina
Följande personer deltog i Ukrainas trupp vid mästerskapet:
- Förbundskapten: Vladimir Orlov

- 1 Kateryna Dudnyk VS
- 2 Diana Meljusjkyna C
- 5 Bohdana Anisova VS
- 6 Krystyna Njemtseva L
- 7 Julia Herasymova C
- 9 Julija Bojko VS
- 11 Anna Chartjynska HS
- 13 Anastasia Karasova L
- 14 Darja Velykokon P
- 16 Nadia Kodola VS
- 17 Olha Skrypak P
- 18 Maryna Mazenko C
- 24 Olesia Rychljuk HS
- 33 Iryna Trusjkina C